# Nanticokes

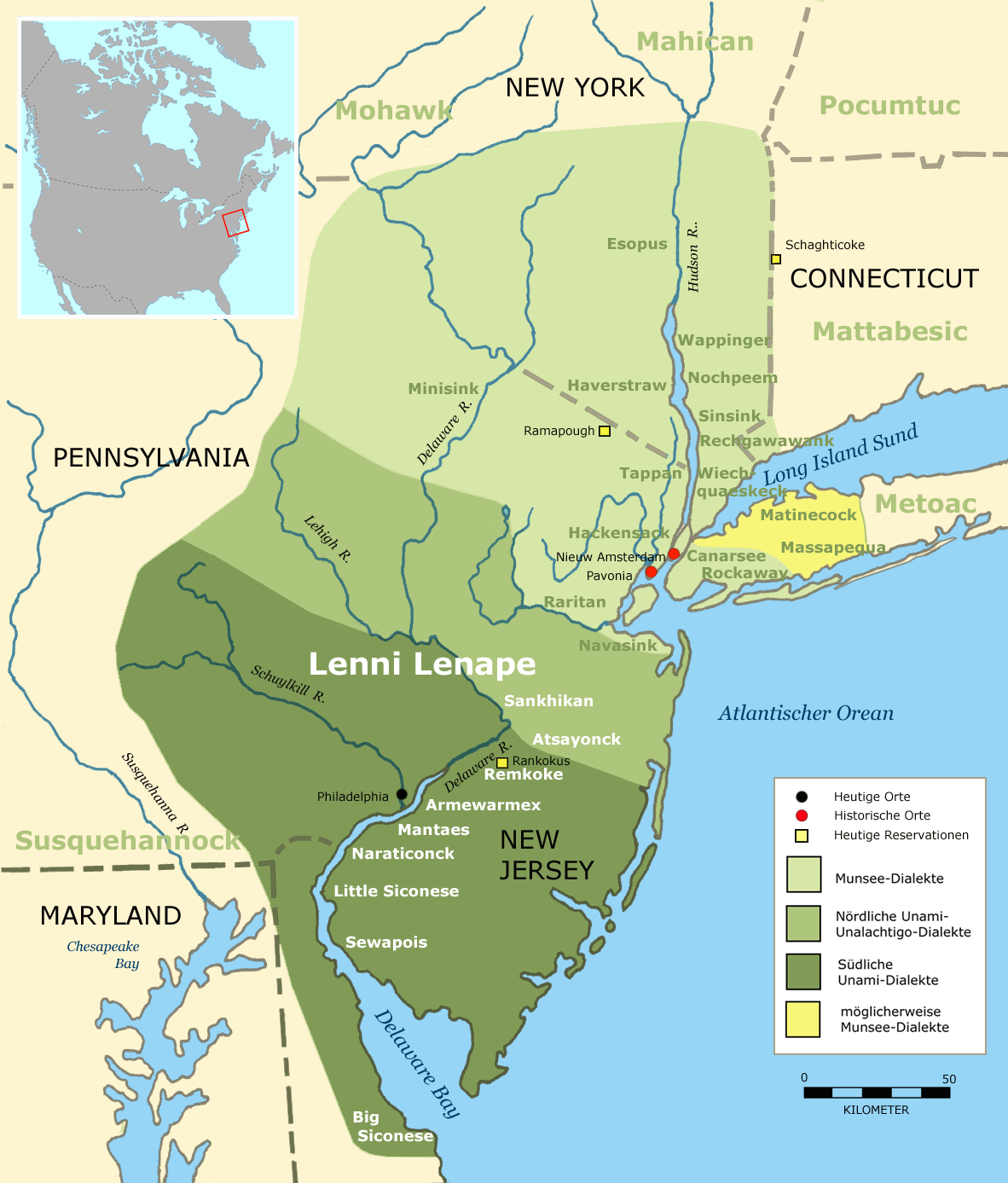
Mapa mostrando os indígenas do Delaware.

Os nanticokes (oficialmente Nanticoke Indian Tribe, "Tribo Indígena Nanticoke", em inglês) são os membros de uma tribo indígena dos Estados Unidos, reconhecida oficialmente pelo governo daquele país, que vivem no condado de Sussex, estado do Delaware, no território que abrange a bacia do rio Nanticoke até sua foz na baía de Chesapeake.
Realizam um pow-wow anual nas proximidades de Oak Orchard, que atrai descendentes dos nanticokes e representantes de outras tribos e nações indígenas.

## História
Os nanticoke alegam serem descendentes dos lenapes. Falam um idioma algonquino que já se extinguiu; sua última falante foi Lydia Clark, que morreu na década de 1840.
Os povos indígenas ancestrais dos naticokes habitaram a península de Delaware por milhares de anos. Além dos próprios nanticokes, a tribo também incluía originalmente os arseeks, os cuscarawocs e os nauses. As tribos vizinhas eram os choptanks, os matapeakes, os ozinies e os tocwoghs.
A evidência arqueológica para a antiga população da península de Delmarva pelos nativos americanos inclui pontas de flechas, lascas de cerâmica, machados e outros tipos de artefatos que costumam aparecer nos terrenos dos fazendeiros locais. Escavações feitas ao longo das margens dos rios do estado revelaram evidências do povoamento antigo e contínuo da região.
Os nanticokes sofreram com as incursões dos ingleses no território de Maryland. Seus líderes opunham-se às grandes quantidades de bebida trazidas à região pelos comerciantes, o que provocou incidentes violentos. Em 1642 o governo da Colônia de Maryland declarou oficialmente os nanticokes como "índios hostis", e os atacou.
Os nanticokes também sofreram com a violência relacionada à Rebelião de Bacon. Entre 1678 e 1742 os nanticokes passaram a ser empurrados para faixas cada vez menores de suas terras tradicionais pelos colonos ingleses que chegavam em maior número. Em 1742 os nanticokes perderam o direito de escolher o seu sachem, e em 1747 migraram para Wyoming, na Pensilvânia. Em 1753 mudaram-se para o vale do Onondaga, em Nova York, e juntaram-se à Confederação Iroquesa, em busca de proteção e terras.

## Atualmente
Nem todos os nanticokes abandonaram sua terra natal em 1747. A Associação Indígena Nanticoke é a tribo nanticoke reconhecida pelo estado de Delaware, e tem sua sede em Millsboro. O reconhecimento oficial foi outorgado em 1881. Em 1922 receberam o estatuto de organização sem fins lucrativos.
Em 2002 Kenneth S. "Red Deer" ("Veado-vermelho") Clark Sr., principal chefe da associação, e seu filho e assistente, "Little Owl" ("Pequena Coruja") Clark, cuja família havia liderado a tribo por muitos anos, pediram afastamento por discordar de atos de outros membros da associação, alegando que as relações com outros membros da tribo estava desgastada. Cerca de metade dos cinquenta membros da reunião em que foi anunciado o afastamento acompanharam os dois ao deixarem o recinto. Entre os motivos de discórdia estariam as dimensões do pow-wow, e a preocupação com membros que só apareciam nestas reuniões, porém não se dedicavam a sua organização.
Tee Norwood foi eleito chefe da tribo e ficou no cargo até 2008. O atual chefe é Larry Jackson, eleito em 2008.
Os nanticokes lenni-lenapes de Nova Jersey são reconhecidos por aquele estado, e têm sua sede em Bridgeton; seus integrantes tem ascendência dupla, nanticoke e lenape.